# Alexander Pinillo
Alexander Pinillo (26 de febrero de 1995, Guayaquil, Guayas, Ecuador) es un futbolista ecuatoriano. Juega de delantero y su actual equipo es el Guayaquil Sport Club de la Segunda Categoría de Ecuador.

## Clubes
| Club            | País    | Año         |
| --------------- | ------- | ----------- |
| Macará          | Ecuador | 2013        |
| Barcelona       | Ecuador | 2014 - 2015 |
| Guayaquil Sport | Ecuador | 2016        |